# کارل پلاچک
کارِل پُلاچِک (چکی: Karel Poláček; ۲۲ مارس ۱۸۹۲ – ۲۱ ژانویهٔ ۱۹۴۵) نویسنده، روزنامه‌نگار و طنزپرداز اهل چک با اصالت یهودی بود.